# TG5
A TG5 (Telegiornale 5 rövidítése, feliratban: TELEGIORNALE 5) az olasz Canale 5 kereskedelmi csatorna híradója, amely a Mediaset médiatársaság legnézettebb televíziós csatornája.

## Műsorok

### TG5 Prima Pagina
A TG5 reggeli hírösszefoglalós műsora, minden 15 percben jelentkezik, mindennap reggel 6:00 és 7:55 között. A hírösszefoglalókban aktuális, közlekedési (amit az Autostrada per l'Italia autópálya kezelő állami vállalat újságírói vezetnek), tőzsdei hírekkel, horoszkóp jelentéssel és a Meteo.it támogatásával időjárás-jelentés készül. A hírműsor a TGcom24 hírcsatornán is látható.

### TG5 prima pagina tg5 mattina
A TG5 reggeli hosszabb híradója, mindennap 8:00-tól látható 40 perces kiadásban. Ez a kiadás 1994. június 27.-e óta látható. A 
- Cristina Bianchino
- Roberta Floris
- Paolo Di Lorenzo
- Francesca Cantini
- Veronica Gervaso

### TG5 Mattina Flash
Minden hétköznap 10:55-kor kerül adásba, a téli szezonban a csatorna reggeli műsorának a Mattino Cinque (Reggel az 5-ös csatornán) része, nyáron viszont a film szünetében jelentkezik. 2016. május 2-a óta ez az egyetlen 5 perces hírösszefoglaló.

### Tg5  flash TG5 Giorno
Mindennap 13:00-kor jelentkezik 35 perces kiadással, az adás a TGcom24-en is megtekinthető.
A műsorvezetők:
- Paola Rivetta
- Simona Branchetti
- Costanza Calabrese
- Francesca Cenci
- Domitilla Savignoni

### Tg5 ore 20
Mindennap este 20:00-kor jelentkezik, 35 perces kiadással, ez a hírműsor főkiadása. A hírműsor után a Meteo.it támogatásával időjárás-jelentés következik.
Műsorvezetők:
- Cesara Buonamici
- Alberto Bilà
- Elena Guarnieri
- Dario Maltese

## Vezetői

### Eddigi igazgatók
| Igazgató neve     | Időszak                              |
| ----------------- | ------------------------------------ |
| Enrico Mentana    | 1992. január 13. - 2004.november 11. |
| Carlo Rossella    | 2004. november 12. - 2007. július 2. |
| Clemente J. Mimun | 2007. július 3. óta                  |

### Jelenlegi vezetés
Igazgató
- Clemente Mimun

Igazgatóhelyettesek
- Claudio Fico
- Andrea Pamparana
- Fabio Tamburini
- Enrico Rondoni